# Kognitivní architektury
Kognitivní architektura je široce zaměřený, univerzální výpočetní kognitivní model, jehož smyslem je zachycení fundamentálních struktur a procesů mysli. Používá se pro analýzu a reprodukci chování a kognice.

## Úvod

Do 20. století byl nejvlivnější teorií zpracování informací mozkem model babiččina neuronu. Předpokládal, že každá informace má přesné reprezuntíjící neurony, tak jako počítač tranzistory. Dnešní neurologie přispívá spíše teorii spojené neurální sítě, kde je informace ukládána v neurálních konekcích, všech spjatých vjemech se vzpomínkou.

Tak jako se architektura budov skládá ze základů, zdí, střechy, a tak dále; věci jako nábytek a vybavení je možné jednoduše měnit a přesouvat, tudíž nejsou součásti architektury. Podobně i kognitivní architektura obsahuje celkovou strukturu, základní části modulů, vztahy mezi jednotlivými prvky a nezbytné základní algoritmy. Kognitivní architektury tedy představují kostru pro vytváření složitějších inteligentních systémů, které modelují kognitivní schopnosti inteligentních agentů. Cílem vývoje kognitivních architektur není ani tak tvorba umělé inteligence jako takové, nýbrž modelování lidského jednání včetně napodobování vnitřních procesů, které k němu vedou.
Nejdůležitějšími vlastnostmi kognitivních architektur jsou paměť a schopnost učit se. Různé druhy paměti slouží jako úložiště informací o agentovi, jeho okolí a současném dění. Schopnost učit se potom slouží k formování a třídění informací. Tyto dva pilíře tvoří základ pro vyšší kognitivní funkce, např. plánování, uvážené rozhodování, a sebeovládání.
Na základě uvedených dvou vlastností a přístupu k nim, se kognitivní architektury dělí na tři základní kategorie:
- Symbolické
- Konekcionistické
- Hybridní

Stručně řečeno, symbolické architektury se zaměřují na zpracování informací analyticky, pomocí symbolů a práce se znalostmi deklarativní povahy. Konekcionistické architektury využívají nízkoúrovňové podněty zpracovávané sítí procesních jednotek. Přístup je zde opačný než u architektur symbolických, jelikož se více spoléhá na samoorganizační, asociativní vlastnosti systému. Hybridní architektury v sobě různými způsoby kombinují části přístupů symbolického a konekcionistického.

## Symbolické architektury
Existuje silná vazba mezi typem architektury a druhem problémů, k jejichž řešení je určena. Použití symbolů jako klíčového prvku pramení z hypotézy fyzikálního systému symbolů, vzniklé výzkumem v oblasti paměti a řešení problémů.

### Hypotéza fyzikálního systému symbolů
Vyjadřuje postoj, že: „Fyzikální systém symbolů představuje nezbytný a dostatečný prostředek pro inteligentní jednání.“.
Z tohoto výroku vyplývá, že lidské myšlení je druhem manipulace se symboly (protože systém symbolů je nezbytný pro inteligenci) a taktéž i stroje mohou jednat inteligentně (protože systém symbolů je dostatečný pro inteligenci). Některé znaky podobného postoje pozorujeme už u filosofů Hobbese, Huma a Kanta. Za základní prvky, na kterých stojí fyzikální systém symbolů, můžeme označit symbol, výraz a proces. Symbol je elementární jednotka informace, spojováním symbolů do komplexnějších struktur vzniká výraz, se kterým je možno manipulovat pomocí procesů, čímž vznikají výrazy nové. Touto optikou můžeme nahlížet jak na lidské myšlení, tak na systém umělé inteligence:
- V případě lidského myšlení jsou symboly zakódovány ve struktuře našeho mozku, výrazy jsou myšlenky a procesy představují dynamiku myšlení.
- V případě umělé inteligence jsou symboly elementární data, výrazy jsou řetězce dat a procesy jsou programy, které s daty operují.

Příkladem takového systému je například Turingův stroj.
Na základě uvedených principů vznikla také výpočetní teorie mysli.
Podstatným rysem vývoje symbolických architektur je snaha o implementaci technik analytického (např. pomocí analogií) a induktivního učení (snaha o vytváření obecně aplikovatelných pravidel na základě zkušeností s konkrétními problémy).

### SOAR (State, Operator And Result)
Známá kognitivní architektura, kterou vyvinuli John Laird, Allen Newell a Paul Rosenbloom (Carnegie Mellon University) za účelem modelování všeobecné inteligence. Proto musí být schopna převádět informace o problémech a okolí do podoby znalostí, rozlišených po vzoru struktury dlouhodobé paměti člověka na procedurální (dovednosti a návyky), sémantické (fakta) a epizodické (události). SOAR dále obsahuje soubor mechanizmů napodobujících mysl, které se znalostmi pracují. Systém se učí metodou shlukování procesů a informací použitých v minulosti k vyřešení problému do souborů, jež může použít v budoucnu pro řešení stejné nebo podobné úlohy.
Ačkoli systém symbolů zůstává základem architektury SOAR, v posledních letech dochází k jejímu rozšiřování o nesymbolické procesy a vlastnosti, např. modelování emocí, představivosti a metody zpětnovazebního učení.

### EPIC (Executive Process Interactive Control)
Architektura vyvinutá na Michiganské univerzitě, sloužící pro vytváření modelů zahrnujících mnoho aspektů lidského zpracovávání informací. Zaměřuje se na zachycení kognitivních a motorických funkcí a modelování interakce člověka s počítačem pro praktické využití. Mnoho vlastností architektury EPIC bylo začleněno do ostatních architektur (ACT-R, CLARION). Například kombinace architektur EPIC a SOAR byla použita pro simulaci letového provozu.
Některé další symbolické architektury:
- ICARUS
- NARS
- SNePS

## Konekcionistické architektury
Základem konekcionistických architektur je síť uzlů tvořená dílčími procesními jednotkami. Smyslem této sítě je učení pomocí emergence nových struktur a pravidel, které se v čase formují pomocí jednoduchých interakcí mezi jednotlivými jednotkami.
Podle přístupu ke konekcionistických architekturám existuje více principů učení:

### Asociativní učení
Systém přiřazuje určitému podnětu na vstupu hodnoty a vlastnosti, podle kterých tvoří výstup. Zahrnuje v sobě metody zpětnovazebního učení. Vznikají tedy asociace mezi podnětem a chováním, které má následovat.

### Kompetitivní učení

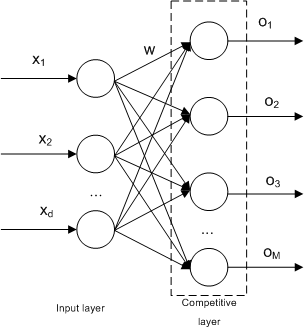
Kompetitivní neuronová síť

Jednotlivé uzly sítě spolu soupeří v reakcích na vstupní informace. Cílem takové sítě je zvyšování specializace každé jednotky v ní. Následující příklad objasňuje fungování takové architektury:
1. Mějme skupinu tří senzorů spojených se třemi různými uzly (tak, že každý uzel je spojen se všemi senzory). Každý uzel přiřazuje různým senzorům různou váhu. Výstup uzlu je pak součtem vstupů ze všech tří senzorů (každý vstup je vynásoben váhou senzoru).
2. Po přivedení podnětu na vstupy senzorů se výstupy každého z uzlů liší. Jako vítěz je vybrán uzel s nejsilnějším výstupem a je přiřazen ke specifickému typu vstupních dat (clusteru).
3. Vítězný uzel upraví váhy senzorů podle síly signálu, kterou od nich obdržel.

Tímto způsobem dochází postupně s přijetím dalších dat k užší specializaci jednotlivých uzlů na typ dat, která zpracovávají. Tak se vytváří vnitřní reprezentace okolí agenta.

### IBCA (Integrated Biologically-based Cognitive Architecture)
Rozsáhlá architektura, která se snaží zachytit automatické, rozptýlené procesy zpracování informací v mozku. Důraz je kladen na roli tří části mozku: zadní parietální kůra, čelní lalok a hipokampus. Učící algoritmus stojí na prvcích zpětnovazebního a kompetitivního principu učení.
Oproti symbolickým architekturám má výhodu například v obsahově závislém třídění znalostí v mozku. Schopnosti architektury byly ověřeny jednoduchými psychologickými úlohami (např. Stroopův test). Na druhou stranu stále chybí schopnosti jako modelování emocí nebo motorické funkce. Ačkoli tento typ kognitivní architektury může pomoct vysvětlit lidské chování pomocí psychologických experimentů, není ji zatím možné použít, na rozdíl od symbolických architektur, pro úkoly vyžadující komplexnější uvažování.
Některé další konekcionistické architektury:
- Cortronics
- NOMAD

## Hybridní architektury
Vzhledem k možnostem symbolických a konekcionistických architektur se nabízí řešení, jež by kombinovalo prvky obou přístupů a umožnilo tak vývoj ucelenějšího rámce modelování kognice. Symbolické architektury jsou schopny zpracovávat informace a provádět složité kognitivní funkce způsobem blížícím se lidským schopnostem. Naopak slabým místem symbolického přístupu je zpracování nízkoúrovňových podnětů a velkého množství dat. Výhody konekcionistického přístupu spočívají v lepší práci s kontextem úkolů a paralelním zpracování velkého množství informací.
Kombinace obou typů architektur umožňuje vývoj systémů, které jsou s to napodobit kognitivní schopnosti mozku na všech úrovních, od zpracovávání jednoduchých podnětů až po složité kognitivní funkce. Z pohledu kognitivní vědy je každý přirozený inteligentní systém hybridní, jelikož provádí mentální operace na úrovni symbolické i subsymbolické (emergentní).

### ACT-R (Adaptive Components of Thought-Rational)
ACT-R je jedna z nejnovějších kognitivních architektur, určená primárně pro modelování lidského chování. Je kontinuálně vyvíjena od konce 70. let 20. století. Architektura ACT-R je organizována jako sada modulů, kde každý modul zpracovává jiné typy informací. Patří mezi ně:
- sensorický modul pro vizuální zpracování
- motorický modul
- plánovací modul pro stanovování cílů
- deklarativní modul zajišťující dlouhodobou deklarativní paměť

Součástí každého modulu je také buffer. Ty dohromady tvoří krátkodobou paměť systému. Každý symbolický konstrukt nebo výraz v paměti obsahuje soubor parametrů, které vypovídají o způsobu jeho použití v minulosti a umožňují posoudit užitečnost bloků a jejich selekci pro řešení úloh ve specifickém kontextu.
Proces učení probíhá v rámci ACT-R na strukturální i statistické úrovni. Agent se dokáže učit zcela nová pravidla prostřednictvím tvorby symbolů z příkladů a ukázkových situací, stejně jako analýzou následků svého chování.
Autoři ACT-R použili tuto architekturu k modelování různých fenoménů experimentální psychologie, zahrnujících například aspekty paměti, pozornosti, rozhodování a zpracování řeči. Většina publikací potvrzuje výraznou shodu chování ACT-R a člověka v reakčních dobách a míře chybovosti. Dále byly modely na bázi ACT-R použity například pro výukovou činnost nebo pro ovládání robotů pracujících s lidmi.

### CLARION (The Connectionist Learning Adaptive Rule Induction ON-line)
Architektura CLARION bývá používána k modelování fenoménů v oblastech kognitivní a sociální psychologie a při aplikacích inteligentních systémů. Důležitou vlastností CLARIONu je rozlišení explicitních (symbolických) a implicitních (emergentních) procesů práce se znalostmi. CLARION se skládá z několika oddělených subsystémů:
- action-centered subsystem – zaměřený na jednání (ať už jde o fyzický pohyb či vnitřní mentální operace)
- non-action-centered subsystem – udržuje obecné znalosti (implicitní či explicitní)
- motivational subsystem – vytváří motivace pro vnímání, jednání a poznávání (např. indikuje, jestli je výstup uspokojivý nebo ne)
- meta-cognitive subsystem – monitoruje a řídí operace všech ostatních subsystémů

Ukázku fungování architektury CLARION můžete vidět na http://www.youtube.com/watch?v=irLIxNHeP_A[nedostupný zdroj]. [YouTube]
Některé další hybridní architektury:
- 4CAPS
- LIDA
- DUAL